# Pomiary kątów w płaszczyźnie poziomej
Pomiary kątów w płaszczyźnie poziomej – wykonywane są przy pomocy niwelatora i teodolitu. Przy zakładaniu siatki pomiarowej oraz wykopów konieczne jest wytyczenie kąta prostego. Kąt prosty można wyznaczyć także za pomocą węgielnicy pryzmatycznej. Na stanowisku archeologicznym pomiary kątowe służą także do lokalizacji znalezisk.
- Wyznaczanie kąta prostego za pomocą teodolitu:

Do wyznaczenia kątów na stanowisku archeologicznym wymagane są dwie osoby oraz teodolit i tyczka. Po odpowiednim ustawieniu przyrządu należy na wyznaczonej osi ustawić tyczkę i odczytać wartość kątową w miejscu jej ustawienia. Oś - linia łącząca tyczkę z punktem nad którym jest ustawione urządzenie kątowe stanowi jedno ramię kąta. Przesuwając lunetę w żądanym kierunku odmierzamy kąt, patrząc w lunetę i kierując ruchami osoby trzymającej tyczkę ustawiamy ją w miejscu pokrywającym się z dokonanym odczytem. W ten sposób zostaje wyznaczony przebieg drugiego ramienia kąta - czyli linię łączącą wyznaczony punkt z wierzchołkiem kąta nad którym ustawiony jest teodolit.
- Wyznaczanie kąta prostego przy użyciu węgielnicy pryzmatycznej:

Do wyznaczenia kąta za pomocą tego urządzenia wymagane są dodatkowe dwie tyczki, które należy ustawić na wyznaczonej linii bazowej, czyli osi do której będzie wyznaczony kąt prosty. Za pomocą pionu doczepionego u dołu węgielnicy ustawiamy ją nad położonym na osi punktem, który ma być wierzchołkiem kąta prostego. Jeśli w pryzmatach widać obie tyczki jedna nad drugą, oznacza to iż stoimy na linii bazowej. Należy ustawić trzecia tyczkę na linii która wyznaczy kąt prosty w stosunku do linii bazowej. Kąt prosty uzyskamy manewrując położeniem tyczki. Kiedy zobaczymy ją w okienku węgielnicy w jednej linii z tyczkami widocznymi w pryzmatach oznacza to iż kąt został wyznaczony prawidłowo.
Do wyznaczania położenia obiektów i znalezisk służą:
- Metoda biegunowa
- Metoda wcięcia kątowego

## Przyrządy geodezyjne
- Teodolit
- Niwelator
- Łata niwelacyjna
- Metr
- Dalmierz
- Tyczka
- Szpilka geodezyjna
- Węgielnica pryzmatyczna